# Referendum konstytucyjne we Francji w 1945 roku
Referendum we Francji w 1945 roku – zostało przeprowadzone 21 października 1945 w celu poddania pod głosowanie konstytucji III Republiki. W głosowaniu ponad 96% obywateli opowiedziało się za nową konstytucją.

## Pytania referendalne

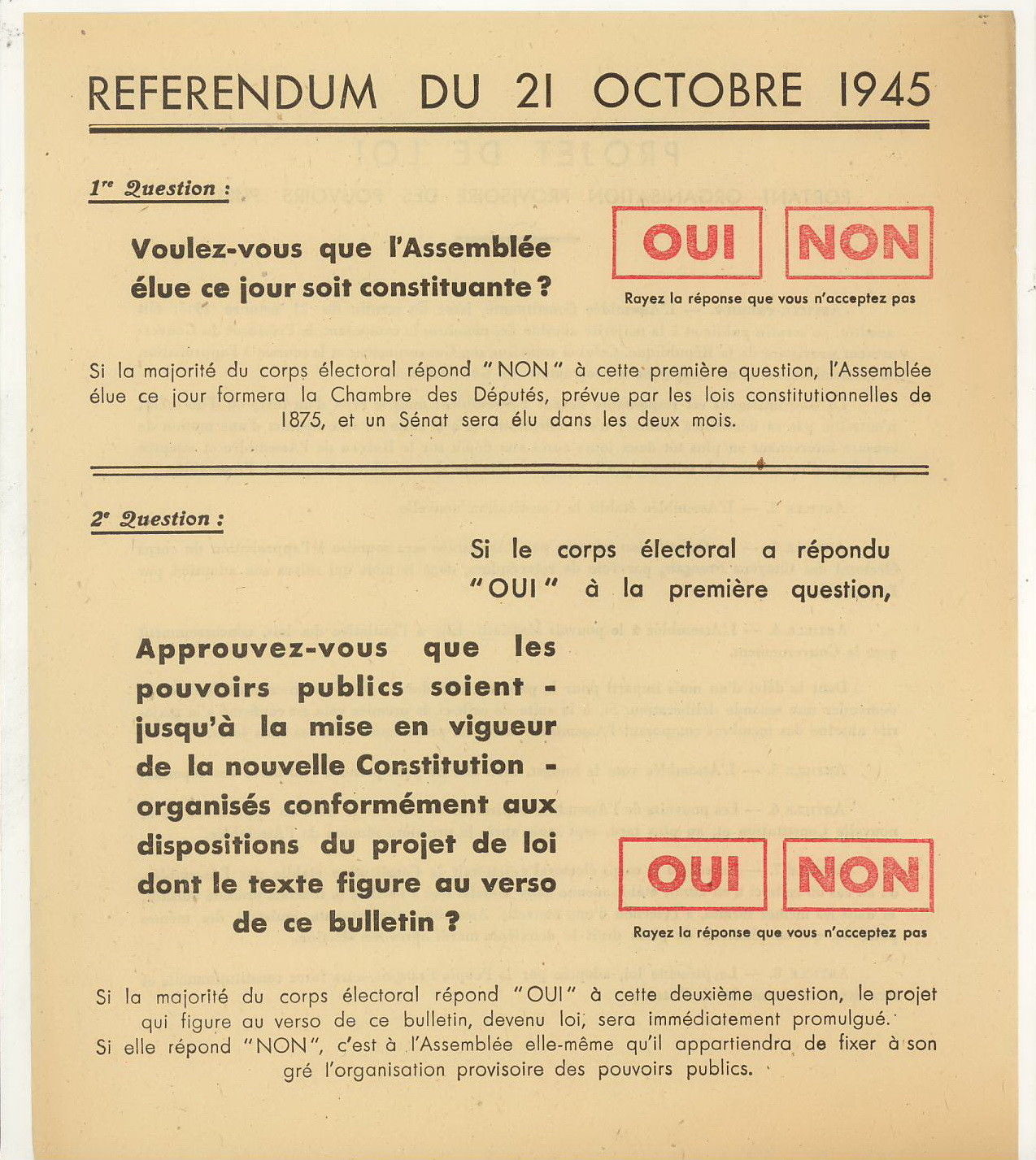
Karta do głosowania

1. Czy chcesz, by wybrane Zgromadzenie było Konstytuantą?

2. Czy w razie przyjęcia Konstytuanty zgadzasz się na to, by w okresie aż do uchwalenia konstytucji władze publiczne były zorganizowane wedle zasad zaproponowanych na odwrocie kartki wyborczej?

Wynik referendum okazał się pozytywny - odnośnie do pierwszego pytania wyborcy opowiedzieli się przeciwko III Republice (Zgromadzenie Narodowe przeszło w Konstytuantę). Na drugie pytanie również wypowiedziano się pozytywnie. Zatem od listopada 1945 r. do października 1946 r. władza leżała w rękach Konstytuanty.
| Wyniki           | Liczba głosów |
| ---------------- | ------------- |
| Głosów za        | 18 717 004    |
| Głosy przeciw    | 705 019       |
| % Głosów za      | 96,37%        |
| % Głosów przeciw | 3,63%         |